# Kreis Gyöngyös
Der Kreis Gyöngyös (ungarisch Gyöngyösi járás) ist eine ungarische Verwaltungseinheit (LAU 1) innerhalb des Komitats Heves. Der Kreis Gyöngyös grenzt im Norden an den Kreis Pétervására, im Nordosten an den Kreis Eger, im Osten an den Kreis Füzesabony, im Südosten an den Kreis Heves und im Südwesten an den Kreis Hatvan. Im Nordwesten grenzt er an den Kreis Pásztó im Komitat Nógrád.

## Geschichte
Der Kreis existierte bis 1983, wurde danach durch das gleichnamige Kleingebiet (ungarisch Gyöngyösi kistérség) ersetzt. Die Kleingebiete wurden Ende 2012 wieder aufgelöst und der neue Kreis Gyöngyös ging Anfang 2013 unverändert (mit 25 Gemeinden) als Nachfolger daraus hervor.

## Gemeindeübersicht
Der Kreis Gyöngyös hat eine durchschnittliche Gemeindegröße von 2.852 Einwohnern auf einer Fläche von 30,03 Quadratkilometern. Die Bevölkerungsdichte des größten und zweitbevölkerungsreichsten Kreises liegt über dem Wert des Komitats (82). Der Verwaltungssitz befindet sich in der größten Stadt, Gyöngyös, im Zentrum des Kreises gelegen.
| Gemeinde        | Status   | Herkunft Kleingebiet | Einwohnerzahl | Einwohnerzahl | Einwohnerzahl | Fläche (km²) | Bevölkerungs- dichte (Ew./km²) |
| Gemeinde        | Status   | Herkunft Kleingebiet | 01.10.2011    | 01.01.2013    | 01.01.2016    | 01.01.2016   | Bevölkerungs- dichte (Ew./km²) |
| --------------- | -------- | -------------------- | ------------- | ------------- | ------------- | ------------ | ------------------------------ |
| Abasár          | Gemeinde | Gyöngyös             | 2.537         | 2.567         | 2.493         | 20,82        | 119,7                          |
| Adács           | Gemeinde | Gyöngyös             | 2.729         | 2.694         | 2.602         | 37,94        | 68,6                           |
| Atkár           | Gemeinde | Gyöngyös             | 1.735         | 1.738         | 1.716         | 33,76        | 50,8                           |
| Detk            | Gemeinde | Gyöngyös             | 1.176         | 1.166         | 1.177         | 28,08        | 41,9                           |
| Domoszló        | Gemeinde | Gyöngyös             | 1.998         | 2.006         | 1.934         | 40,22        | 48,1                           |
| Gyöngyös        | Stadt    | Gyöngyös             | 31.421        | 31.018        | 29.920        | 55,31        | 541,0                          |
| Gyöngyöshalász  | Gemeinde | Gyöngyös             | 2.557         | 2.542         | 2.494         | 27,13        | 91,9                           |
| Gyöngyösoroszi  | Gemeinde | Gyöngyös             | 1.549         | 1.567         | 1.533         | 21,39        | 71,7                           |
| Gyöngyöspata    | Stadt    | Gyöngyös             | 2.586         | 2.584         | 2.459         | 60,75        | 40,5                           |
| Gyöngyössolymos | Gemeinde | Gyöngyös             | 2.923         | 2.888         | 2.786         | 64,85        | 43,0                           |
| Gyöngyöstarján  | Gemeinde | Gyöngyös             | 2.425         | 2.418         | 2.368         | 46,39        | 51,0                           |
| Halmajugra      | Gemeinde | Gyöngyös             | 1.225         | 1.265         | 1.279         | 21,68        | 59,0                           |
| Karácsond       | Gemeinde | Gyöngyös             | 3.054         | 3.028         | 2.903         | 31,60        | 91,9                           |
| Kisnána         | Gemeinde | Gyöngyös             | 1.054         | 1.049         | 1.006         | 22,60        | 44,5                           |
| Ludas           | Gemeinde | Gyöngyös             | 796           | 784           | 732           | 10,79        | 67,8                           |
| Markaz          | Gemeinde | Gyöngyös             | 1.828         | 1.834         | 1.763         | 25,61        | 68,8                           |
| Mátraszentimre  | Gemeinde | Gyöngyös             | 437           | 456           | 426           | 21,29        | 20,0                           |
| Nagyfüged       | Gemeinde | Gyöngyös             | 1.636         | 1.623         | 1.660         | 27,51        | 60,3                           |
| Nagyréde        | Gemeinde | Gyöngyös             | 3.141         | 3.131         | 3.150         | 34,34        | 91,7                           |
| Pálosvörösmart  | Gemeinde | Gyöngyös             | 635           | 651           | 621           | 5,84         | 106,3                          |
| Szűcsi          | Gemeinde | Gyöngyös             | 1.582         | 1.600         | 1.545         | 17,38        | 88,9                           |
| Vámosgyörk      | Gemeinde | Gyöngyös             | 1.917         | 1.963         | 1.882         | 21,82        | 86,3                           |
| Vécs            | Gemeinde | Gyöngyös             | 634           | 642           | 612           | 25,66        | 23,9                           |
| Visonta         | Gemeinde | Gyöngyös             | 1.136         | 1.115         | 1.125         | 25,29        | 44,5                           |
| Visznek         | Gemeinde | Gyöngyös             | 1.123         | 1.131         | 1.117         | 22,73        | 49,1                           |
| Kreis Gyöngyös  |          |                      | 73.834        | 73.460        | 71.303        | 750,78       | 95,0                           |

Gyöngyöspata erhielt am 15. Juli 2013 das Stadtrecht.